# Sövestad
Sövestad – miejscowość (tätort) w Szwecji, w regionie administracyjnym (län) Skania, w gminie Ystad.
Według danych Szwedzkiego Urzędu Statystycznego liczba ludności wyniosła: 373 (31 grudnia 2015), 367 (31 grudnia 2018) i 362 (31 grudnia 2019).